# Sportverein Meppen 1912 1991-1992
Questa voce raccoglie le informazioni riguardanti lo Sportverein Meppen 1912 nelle competizioni ufficiali della stagione 1991-1992.

## Stagione
Nella stagione 1991-1992 il Meppen, allenato da Horst Ehrmantraut, concluse il campionato di 2. Bundesliga al 3º posto. In Coppa di Germania il Meppen fu eliminato ai Primo turno dal Karlsruhe II.

## Rosa
| N. |                     | Ruolo | Calciatore          |
| -- | ------------------- | ----- | ------------------- |
| 22 | Germania (bandiera) | D     | Eckhard Vorholt     |
|    | Germania (bandiera) | P     | Manfred Kubik       |
|    | Germania (bandiera) | P     | Hermann Rülander    |
|    | Germania (bandiera) | D     | Bernd Deters        |
|    | Serbia (bandiera)   | D     | Branko Dragutinovic |
|    | Germania (bandiera) | D     | Frank Faltin        |
|    | Germania (bandiera) | D     | Andreas Helmer      |
|    | Germania (bandiera) | D     | Georg Overhoff      |
|    | Germania (bandiera) | C     | Torsten Abeln       |
|    | Germania (bandiera) | C     | Thomas Böttche      |
|    | Germania (bandiera) | C     | Bogdan Długajczyk   |

| N. |                     | Ruolo | Calciatore            |
| -- | ------------------- | ----- | --------------------- |
|    | Germania (bandiera) | C     | Gerd Heuermann        |
|    | Germania (bandiera) | C     | Frank Klobke          |
|    | Germania (bandiera) | C     | Carsten Marell        |
|    | Germania (bandiera) | C     | Werner Rusche         |
|    | Germania (bandiera) | C     | Manfred Schulte       |
|    | Croazia (bandiera)  | A     | Damir Bujan           |
|    | Germania (bandiera) | A     | Christoph Hanses      |
|    | Germania (bandiera) | A     | Josef Menke           |
|    | Germania (bandiera) | A     | Robert Thoben         |
|    | Germania (bandiera) | A     | Martin van der Pütten |

## Organigramma societario
Area tecnica
- Allenatore: Horst Ehrmantraut
- Allenatore in seconda:
- Preparatore dei portieri:
- Preparatori atletici:

## Calciomercato

### Sessione estiva
| Acquisti | Acquisti            | Acquisti            | Acquisti |
| R.       | Nome                | da                  | Modalità |
| -------- | ------------------- | ------------------- | -------- |
| A        | Damir Bujan         | Blau-Weiß Berlin    |          |
| D        | Branko Dragutinovic | Rijeka              |          |
| C        | Carsten Marell      | Borussia M'gladbach |          |

| Cessioni | Cessioni | Cessioni | Cessioni |
| R.       | Nome     | a        | Modalità |
| -------- | -------- | -------- | -------- |

### Sessione invernale
| Acquisti | Acquisti | Acquisti | Acquisti |
| R.       | Nome     | da       | Modalità |
| -------- | -------- | -------- | -------- |

| Cessioni | Cessioni | Cessioni | Cessioni |
| R.       | Nome     | a        | Modalità |
| -------- | -------- | -------- | -------- |

## Risultati

### 2. Bundesliga

#### Girone di andata
| Arbitro: | Strigel |

|  |           |                        |
|  | Marcatori | 61’ Bujan 90’ Overhoff |

| Arbitro: | Müller |

|            |           |  |
| Helmer 65’ | Marcatori |  |

| Arbitro: | Haupt |

|  |           |                                   |
|  | Marcatori | 45’ (rig.) Vorholt 78’ Długajczyk |

| Arbitro: | Gläser |

|                          |           |  |
| Długajczyk 51’ Menke 58’ | Marcatori |  |

| Arbitro: | Föckler |

|                       |           |  |
| Maciel 14’ Kunert 21’ | Marcatori |  |

| Arbitro: | Bußhardt |

|                              |           |               |
| van der Pütten 23’ Menke 41’ | Marcatori | 11’, 55’ Putz |

| Arbitro: | Frey |

|                                               |           |                                        |
| Hawrylewicz 20’ Rusayev 59’ Drulák 85’ (rig.) | Marcatori | 7’ Thoben 75’ Menke 89’ (rig.) Vorholt |

| Arbitro: | Wittke |

|                    |           |              |
| van der Pütten 17’ | Marcatori | 82’ Wójcicki |

| Arbitro: | Aust |

|                        |           |           |
| Driller 35’ Sailer 55’ | Marcatori | 29’ Bujan |

| Arbitro: | Gläser |

|             |           |  |
| Naumann 75’ | Marcatori |  |

| Arbitro: | Albrecht |

|                               |           |          |
| van der Pütten 8’, 42’ (rig.) | Marcatori | 85’ Rath |

#### Girone di ritorno
| Arbitro: | Kuhne |

|                                |           |           |
| van der Pütten 29’ Schulte 44’ | Marcatori | 73’ Holze |

| Arbitro: | Kiefer |

|                         |           |                                  |
| Friz 56’ Azima 68’, 70’ | Marcatori | 26’ Thoben 47’ Bujan 52’ Vorholt |

| Arbitro: | Funken |

|  |           |               |
|  | Marcatori | 47’ Bittengel |

| Arbitro: | Kentsch |

|           |           |                           |
| Klaus 89’ | Marcatori | 40’, 68’ Bujan 75’ Helmer |

| Arbitro: | Weber |

|                          |           |           |
| Bujan 77’ Długajczyk 88’ | Marcatori | 50’ Jambo |

| Arbitro: | Schäfer |

|                |           |           |
| Schiermoch 14’ | Marcatori | 86’ Menke |

| Arbitro: | Boos |

|                          |           |            |
| van der Pütten 3’ (rig.) | Marcatori | 50’ Drulák |

| Arbitro: | Kuhne |

|             |           |                  |
| Wójcicki 4’ | Marcatori | 36’ Dragutinovic |

| Meppen 1º dicembre 1991, ore 15:00 CET 20ª giornata | Meppen        | 0 – 0 referto | St. Pauli | Hindenburgstadion (10 500 spett.)\| Arbitro: \| Brandt-Chollé \| |
| Arbitro:                                            | Brandt-Chollé |               |           |                                                                  |

| Arbitro: | Rubel |

|           |           |             |
| Menke 51’ | Marcatori | 67’ Lindner |

| Arbitro: | Schmidt |

|                           |           |  |
| Hausmann 45’ Zernicke 76’ | Marcatori |  |

### 2. Bundesliga

#### Girone di andata
| Arbitro: | Kiefer |

|                                    |           |  |
| Marell 17’ Bujan 57’ Heuermann 71’ | Marcatori |  |

| Arbitro: | Rubel |

|            |           |  |
| Sailer 65’ | Marcatori |  |

| Arbitro: | Jansen |

|  |           |           |
|  | Marcatori | 19’ Gries |

| Arbitro: | Weise |

|  |           |             |
|  | Marcatori | 83’ Paßlack |

| Arbitro: | Boos |

|         |           |  |
| Jack 3’ | Marcatori |  |

| Arbitro: | Brandt-Chollé |

|                     |           |           |
| Wójcicki 57’ (rig.) | Marcatori | 50’ Menke |

| Arbitro: | Kentsch |

|  |           |                      |
|  | Marcatori | 28’ Sailer 38’ Manzi |

| Arbitro: | Theobald |

|                                          |           |            |
| Zernicke 30’ Kretschmer 67’ Lünsmann 87’ | Marcatori | 66’ Helmer |

| Arbitro: | Kuhne |

|  |           |            |
|  | Marcatori | 83’ Helmer |

| Arbitro: | Brückner |

|  |           |                    |
|  | Marcatori | 14’ Linke 50’ Jack |

### Coppa di Germania
| Arbitro: | Dehmelt |

|          |           |  |
| Mees 84’ | Marcatori |  |

## Statistiche

### Statistiche di squadra
| Competizione      | Punti | In casa | In casa | In casa | In casa | In casa | In casa | In trasferta | In trasferta | In trasferta | In trasferta | In trasferta | In trasferta | Totale | Totale | Totale | Totale | Totale | Totale | DR |
| Competizione      | Punti | G       | V       | N       | P       | Gf      | Gs      | G            | V            | N            | P            | Gf           | Gs           | G      | V      | N      | P      | Gf     | Gs     | DR |
| ----------------- | ----- | ------- | ------- | ------- | ------- | ------- | ------- | ------------ | ------------ | ------------ | ------------ | ------------ | ------------ | ------ | ------ | ------ | ------ | ------ | ------ | -- |
| 2. Bundesliga     | 25    | 11      | 5       | 5       | 1       | 14      | 9       | 11           | 3            | 4            | 4            | 16           | 16           | 22     | 8      | 9      | 5      | 30     | 25     | +5 |
| 2. Bundesliga     | -     | 5       | 1       | 0       | 4       | 3       | 6       | 5            | 1            | 1            | 3            | 3            | 6            | 10     | 2      | 1      | 7      | 6      | 12     | -6 |
| Coppa di Germania | -     | 0       | 0       | 0       | 0       | 0       | 0       | 1            | 0            | 0            | 1            | 0            | 1            | 1      | 0      | 0      | 1      | 0      | 1      | -1 |
| Totale            | 25    | 16      | 6       | 5       | 5       | 17      | 15      | 17           | 4            | 5            | 8            | 19           | 23           | 33     | 10     | 10     | 13     | 36     | 38     | -2 |

### Andamento in campionato
| Giornata  | 1 | 2 | 3 | 4 | 5 | 6 | 7 | 8 | 9 | 10 | 11 | 12 | 13 | 14 | 15 | 16 | 17 | 18 | 19 | 20 | 21 | 22 |
| --------- | - | - | - | - | - | - | - | - | - | -- | -- | -- | -- | -- | -- | -- | -- | -- | -- | -- | -- | -- |
| Luogo     | T | C | T | C | T | C | T | C | T | T  | C  | C  | T  | C  | T  | C  | T  | C  | T  | C  | C  | T  |
| Risultato | V | V | V | V | P | N | N | N | P | P  | V  | V  | N  | P  | V  | V  | N  | N  | N  | N  | N  | P  |
| Posizione | 2 | 1 | 1 | 1 | 1 | 2 | 2 | 1 | 2 | 7  | 2  | 1  | 1  | 2  | 2  | 2  | 2  | 2  | 2  | 2  | 2  | 3  |

Legenda:

Luogo: C = Casa; T = Trasferta. Risultato: V = Vittoria; N = Pareggio; P = Sconfitta.

### Statistiche dei giocatori
| Giocatore         | 2. Bundesliga | 2. Bundesliga | 2. Bundesliga | 2. Bundesliga | Coppa di Germania | Coppa di Germania | Coppa di Germania | Coppa di Germania | Totale   | Totale | Totale      | Totale     |
| Giocatore         | Presenze      | Reti          | Ammonizioni   | Espulsioni    | Presenze          | Reti              | Ammonizioni       | Espulsioni        | Presenze | Reti   | Ammonizioni | Espulsioni |
| ----------------- | ------------- | ------------- | ------------- | ------------- | ----------------- | ----------------- | ----------------- | ----------------- | -------- | ------ | ----------- | ---------- |
| T. Abeln          | 2             | 0             | 0             | 0             | 1                 | 0                 | 0                 | 0                 | 3        | 0      | 0           | 0          |
| D. Bujan          | 21            | 6             | 2             | 0             | 1                 | 0                 | 0                 | 0                 | 22       | 6      | 2           | 0          |
| T. Böttche        | 22            | 0             | 6             | 0             | 1                 | 0                 | 0                 | 0                 | 23       | 0      | 6           | 0          |
| B. Deters         | 18            | 0             | 7             | 0             | 1                 | 0                 | 0                 | 0                 | 19       | 0      | 7           | 0          |
| B. Dragutinovic   | 4             | 1             | 2             | 0             | 0                 | 0                 | 0                 | 0                 | 4        | 1      | 2           | 0          |
| B. Długajczyk     | 11            | 3             | 0             | 0             | 0                 | 0                 | 0                 | 0                 | 11       | 3      | 0           | 0          |
| F. Faltin         | 20            | 0             | 8             | 0             | 0                 | 0                 | 0                 | 0                 | 20       | 0      | 8           | 0          |
| C. Hanses         | 4             | 0             | 1             | 0             | 0                 | 0                 | 0                 | 0                 | 4        | 0      | 1           | 0          |
| A. Helmer         | 21            | 2             | 5             | 0             | 0                 | 0                 | 0                 | 0                 | 21       | 2      | 5           | 0          |
| G. Heuermann      | 9             | 0             | 2             | 0             | 1                 | 0                 | 0                 | 0                 | 10       | 0      | 2           | 0          |
| F. Klobke         | 4             | 0             | 1             | 0             | 1                 | 0                 | 0                 | 0                 | 5        | 0      | 1           | 0          |
| M. Kubik          | 22            | 0             | 0             | 0             | 1                 | 0                 | 0                 | 0                 | 23       | 0      | 0           | 0          |
| C. Marell         | 22            | 0             | 0             | 0             | 1                 | 0                 | 0                 | 0                 | 23       | 0      | 0           | 0          |
| J. Menke          | 22            | 5             | 1             | 0             | 1                 | 0                 | 0                 | 0                 | 23       | 5      | 1           | 0          |
| G. Overhoff       | 6             | 1             | 0             | 0             | 0                 | 0                 | 0                 | 0                 | 6        | 1      | 0           | 0          |
| W. Rusche         | 6             | 0             | 0             | 0             | 0                 | 0                 | 0                 | 0                 | 6        | 0      | 0           | 0          |
| H. Rülander       | 0             | 0             | 0             | 0             | 0                 | 0                 | 0                 | 0                 | 0        | 0      | 0           | 0          |
| M. Schulte        | 19            | 1             | 3             | 0             | 0                 | 0                 | 0                 | 0                 | 19       | 1      | 3           | 0          |
| R. Thoben         | 22            | 2             | 0             | 0             | 1                 | 0                 | 0                 | 0                 | 23       | 2      | 0           | 0          |
| E. Vorholt        | 16            | 3             | 2             | 0             | 1                 | 0                 | 1                 | 0                 | 17       | 3      | 3           | 0          |
| M. van der Pütten | 15            | 6             | 2             | 0             | 1                 | 0                 | 0                 | 0                 | 16       | 6      | 2           | 0          |